# Stanisław Widlica Domaszewski
Stanisław Widlica Domaszewski herbu Nieczuja (ur. ok. 1600, zm. 1667) – podsędek ziemski łukowski (1648), starosta łukowski, kasztelan sanocki (1661), kasztelan lubelski (od 1663 do 1667), dowódca chorągwi pancernej (m.in. w 1658), jeden z organizatorów i uczestników konfederacji tyszowieckiej.
Ożenił się z Joanną Domaszewską, z którą wychowywał synów; Feliksa, Piotra, Erazma.
Synem jego był również kasztelan sanocki Kazimierz Widlica Domaszewski.
Brał udział w walkach 1626–1629 i 1655–1660 ze Szwedami; 1649–1651 z Kozakami. 
W 1649 roku jako porucznik był uczestnikiem popisu pospolitego ruszenia szlachty województwa lubelskiego w chorągwi starosty łukowskiego Jana Bartosza Kazanowskiego z wyprawy ziemi łukowskiej. 26 listopada 1655 roku, gdy wojska kozacko–moskiewskie wycofały się z Lublina, jako jeden z organizatorów konfederacji tyszowieckiej, w imieniu Stanisława Potockiego, hetmana wielkiego koronnego likwidował władze ustanowione przez Iwana Wyhowskiego, i przywrócił dawny zarząd miejski.
W 1648 roku był elektorem Jana II Kazimierza Wazy z województwa lubelskiego. 
W 1658 roku w jego chorągwi jazdy kozackiej służył Jan Chryzostom Pasek. 
Poseł województwa lubelskiego na sejm koronacyjny w 1649 roku, sejm 1650, sejm nadzwyczajny 1652, 1653, sejm zwyczajny 1654, 1655, 1658, 1659, 1661, 1662 roku.